# Pseudomiza olivescens
Pseudomiza olivescens är en fjärilsart som beskrevs av W. Warren 1894. Pseudomiza olivescens ingår i släktet Pseudomiza och familjen mätare. Inga underarter finns listade.